# Patricia Demers
Pour les articles homonymes, voir Demers.
Patricia A. Demers, FRSC, née en 1946, est une universitaire canadienne. Elle a été la première femme à devenir présidente de la Société royale du Canada entre 2005 et 2007.

## Biographie
Demers a grandi à Hamilton, en Ontario. Elle a obtenu un baccalauréat ès arts en anglais et en français et une maîtrise ès arts de l'Université McMaster. Après avoir reçu son doctorat de l'Université d'Ottawa, elle a enseigné pendant trois ans comme chargée de cours à l'Université de l'Alberta. Elle a ensuite été nommée professeur adjoint et est maintenant professeur d'anglais et d'études cinématographiques à la même université. Ses recherches portent drame élisabéthain, la poésie du XVIIe siècle, la littérature jeunesse, et de l'écriture contemporaine des femmes au Canada.
De 1991 à 1993, elle a été vice-doyenne des études supérieures et de 1995 à 1998, elle a été directrice du département. De 1998 à 2002, elle était vice-président des sciences sociales au Conseil de recherche en sciences humaines du Canada. Demers a été nommée fellow de la Société royale du Canada en 2000. Elle a été la première femme à accéder à la présidence de l'organisme, entre 2005 et 2007.
Demers a obtenu le Rutherford Award de l'Université de l'Alberta soulignant l'excellence en enseignement au premier cycle, le Faculty of Arts Teaching Award, le McCalla Research Professorship Award, et la University Cup.
Elle est l'auteur de A Garland from the Golden Age: An Anthology of Children's Literature from 1850 to 1900 (Oxford University Press, 1983), Women as Interpreters of the Bible (Paulist Press, 1992), Heaven Upon Earth: The Form of Moral and Religious Children's Literature to 1850 (University of Tennessee, 1993), The World of Hannah More (University Press of Kentucky, 1996), et Women's Writing in English: Early Modern England (University of Toronto Press, 2005)